# Na mamuta!
Na mamuta! (v originále Mammut) je francouzský hraný film z roku 2010, který režírovali Benoît Delépine a Gustave Kervern. Snímek měl světovou premiéru na Mezinárodním filmovém festivalu v Berlíně dne 19. února 2010.

## Děj
Serge Pilardosse při odchodu do důchodu zjistí, že ho jeho bývalí zaměstnavatelé zapomněli přihlásit do sociálního systému. Protože potřebuje dokumenty, rozhodne se vyhledat každého ze svých zaměstnavatelů a na svém motocyklu Münch-Mammut 73 projíždí Francií. Na svých cestách je konfrontován se svou minulostí.

## Obsazení
| Gérard Depardieu           | Serge Pilardosse                  |
| Yolande Moreau             | Catherine Pilardosse, jeho žena   |
| Isabelle Adjaniová         | dávná láska                       |
| Miss Ming                  | Solange Pilardosse, Sergova neteř |
| Benoît Poelvoorde          | muž s detektorem kovů na pláži    |
| Anna Mouglalis             | falešná handykepovaná             |
| Catherine Hosmalin         | Danièle, přítelkyně Catheriny     |
| Blutch                     | zaměstnanec důchodového úřadu     |
| Philippe Nahon             | ředitel nemocnice                 |
| Bouli Lanners              | náborář                           |
| Siné                       | vinař                             |
| Serge Larivière            | podvodník                         |
| Dick Annegarn              | hlídač hřbitova                   |
| Albert Delpy               | bratranec Pierre                  |
| Gustave Kervern            | řezník v supermarketu             |
| Bruno Lochet               | muž telefonující v restaraci      |
| Joseph Dahan               | klient v restauraci               |
| Rémy Kolpa Kopoul          | trhovec                           |
| Serge Nuques               | motorkář                          |
| Paulo Anarkao              | Tlustá Berta                      |
| Stéphanie Pillonca-Kervern | servírka v restaraci              |

## Ocenění
- César: nominace v kategoriích nejlepší film, nejlepší scénář (Gustave Kervern) a nejlepší herec (Gérard Depardieu)
- Magritte du cinéma: nominace na nejlepší herečku (Yolande Moreau)